# 八棘四门孔虫
八棘四门孔虫（学名：Tetrapyle octacantha）为门孔虫科四门孔虫属的动物。分布于世界各海域，包括东海等海域。